# Злыдников, Михаил Дмитриевич
Злыдников Михаил Дмитриевич (28 февраля 1951 года, Ленинград, СССР — 2 декабря 2006 года, Санкт-Петербург, Российская Федерация) — российский предприниматель и бизнесмен. Генеральный директор ярмарки «Российский фермер».

## Биография
Родился 28 февраля 1951 года в Ленинграде, в семье потомственных ленинградских врачей. Дед Злыдникова был директором туберкулезного института, бабка работала главным врачом детской больницы им. Цымбалина. Отец — один из создателей Института Гриппа, мать работает в клинической лаборатории 1-го Медицинского института.
После окончания физико-математической школы № 157 при Академии наук СССР Михаил Злыдников решает поступить в Высшее военно-морское училище подводного плавания им. Ленинского комсомола. После окончания ВВМУПП в 1974 году Михаил Злыдников отправляется служить на Северный Флот. В 1979 году Злыдникова переводят в отряд Подводного Плавания имени С. М. Кирова г. Ленинграда, где он принимает участие в подготовке курсантов.
В 1989 году Михаил Злыдников увольняется с флота и начинает заниматься общественной и предпринимательской деятельностью: строительством, производством металлоконструкций, начинает поставлять продукцию за рубеж.
В конце 1991 года Злыдников создал организацию «Всемирная Ярмарка „Российский Фермер“», которая работала в павильонах «Ленэкспо». Начиная с 1996 года "Всемирная Ярмарка «Российский Фермер» организует российские стенды и вывозит российские предприятия на крупнейшие мировые выставки: «Зелёная неделя» (Германия), Ройал-шоу (Англия), Париж — мировой салон, на которых российские предприятия могли заключить контракты на поставку продукции зарубежным партнёрам.

## Семья
Был женат, от брака родились три дочери и один сын.

## Награды
Награждён медалью ордена «За заслуги перед Отечеством» II степени, медалью «300 лет Российскому флоту», «Медалью Жукова»